# Cole Palmer
Cole Jermaine Palmer (Wythenshawe, 6 de maio de 2002) é um futebolista inglês que atua como meia-atacante. Atualmente joga no Chelsea.

## Carreira

### Manchester City
Nascido em Wythenshawe, um distrito de Manchester, Palmer chegou às categorias de base do Manchester City em 2010, quando tinha 8 anos. Na temporada 2019–20, tornou-se capitão do time Sub-18.
Em setembro de 2020, fez sua estreia no time principal dos Citizens na vitória por 3–0 sobre o Burnley, pelas oitavas-de-final da Copa da Liga Inglesa, descrevendo-a como um "momento especial". Seu primeiro gol pela equipe foi um ano depois, contra o Wycombe Wanderers, que terminou com vitória do City por 6–1, e a estreia na Premier League foi novamente contra o Burnley, em outubro de 2021. O meio-campista ainda disputou outras três partidas pela competição, mas não recebeu a medalha de campeão por não ter atingido o número mínimo de jogos.
Pela Liga dos Campeões da UEFA, balançou as redes na vitória por 5–1 sobre o Brugge. Em janeiro de 2022, Palmer balançou as redes pela primeira vez na Copa da Inglaterra, fazendo o último dos quatro gols na vitória sobre o Swindon Town.
Em 6 de agosto de 2023, Palmer marcou o primeiro gol na Community Shield de 2023 contra o Arsenal, após entrar no lugar de Erling Haaland como substituto no segundo tempo. No entanto, o Arsenal marcou nos acréscimos e acabou vencendo a partida nos pênaltis. Dez dias depois, Palmer marcou o gol de empate na Supercopa da UEFA de 2023 contra o Sevilla, que o Manchester City venceu por 5–4 nos pênaltis após o jogo terminar 1–1, em sua última partida pelo clube.

### Chelsea

#### 2023–24: Temporada de destaque
No dia 1 de setembro, Palmer assinou contrato com o Chelsea, clube da Premier League, por sete anos, com a opção de renovação por mais um ano. A taxa de transferência foi de 40 milhões de libras, podendo chegar a 42,5 milhões de libras com adicionais. O jogador realizou sua estreia no dia seguinte, saindo do banco de reservas aos 62 minutos, em uma derrota em casa por 1–0 para o Nottingham Forest. Já no dia 7 de outubro, Palmer marcou seu primeiro gol pelo Chelsea, de pênalti, e ainda deu uma assistência para o gol de Nicolas Jackson na vitória por 4–1 fora de casa contra o Burnley. Em 6 de novembro, Palmer registrou um gol e uma assistência na vitória por 4–1 sobre o Tottenham Hotspur, rival de Londres. Seis dias depois, marcou um pênalti nos acréscimos contra seu ex-clube, o Manchester City, em um empate por 4–4 no Stamford Bridge.
No último jogo do Chelsea em 2023, contra o Luton Town, Palmer marcou dois gols pela primeira vez como profissional e deu assistência para o gol de Noni Madueke, na vitória por 3–2. Como resultado de suas atuações em dezembro, que incluíram quatro gols e duas assistências, Palmer foi indicado ao prêmio de Jogador do Mês da Premier League, e seu segundo gol contra o Luton Town foi indicado ao prêmio de Gol do Mês da Premier League. Em 23 de janeiro de 2024, Palmer marcou mais dois gols, desta vez nas semifinais da EFL Cup, quando o Chelsea derrotou o Middlesbrough por 6–1 (6–2 no agregado), avançando para a final em Wembley. Marcou seu décimo gol na liga no dia 4 de fevereiro, em uma derrota por 4–2 para o Wolverhampton Wanderers, tornando-se o primeiro jogador do Chelsea com 21 anos ou menos a marcar 10 gols na Premier League em uma temporada. Em 29 de fevereiro, Palmer foi nomeado Jovem Jogador do Ano no London Football Awards 2024. Ao dar assistência para o gol de Axel Disasi contra o Brentford em 2 de março, Palmer se tornou o jogador do Chelsea com mais participações em gols em uma temporada com 21 anos ou menos, superando os 16 de Arjen Robben em 2004–05.
Em 4 de abril, Palmer foi indicado novamente ao prêmio de Jogador do Mês da Premier League após mais atuações impressionantes em março, nas quais marcou três gols e deu duas assistências. Mais tarde naquele dia, o meia marcou seu primeiro hat-trick da carreira, incluindo dois gols nos acréscimos, completando a virada do Chelsea por 4–3 contra o Manchester United. Com isso, Palmer se tornou o 200º jogador diferente a marcar um hat-trick na história da Premier League, além de ser o terceiro mais jovem a conseguir tal feito contra o Manchester United. Sua atuação neste jogo o fez ser o terceiro vencedor do prêmio Game Changer of the Season da Premier League. Em 15 de abril, Palmer marcou seu segundo hat-trick da carreira contra o Everton, em uma vitória por 6–0, terminando a partida com quatro gols e tornando-se o 31º jogador da Premier League a marcar quatro ou mais gols em um jogo de liga, e o primeiro jogador do Chelsea a marcar dois hat-tricks na Premier League em uma temporada. Além disso, tornou-se o terceiro jogador da história do clube a marcar pelo menos 20 gols em sua temporada de estreia, depois de Jimmy Floyd Hasselbaink em 2000–01 e Diego Costa em 2014–15.
Em 5 de maio, Palmer marcou em uma vitória por 5–0 sobre o West Ham United, tornando-se apenas o terceiro jogador da história da Premier League com 21 anos ou menos a contribuir para 30 ou mais gols em uma única temporada. O meia foi então nomeado Jogador do Ano pelos Jogadores do Chelsea e Jogador do Ano do Chelsea, votado pelos torcedores. Palmer também foi premiado com o prêmio de Jogador do Mês da Premier League em abril de 2024 e com o prêmio de Gol do Mês da Premier League pelo seu primeiro gol contra o Everton, tornando-se o primeiro jogador da história do Chelsea e o quinto no geral a ganhar os prêmios de Jogador do Mês e Gol do Mês no mesmo mês. Em 11 de maio, Palmer fez sua 50ª aparição na Premier League, marcando uma assistência na vitória por 3–2 contra o Nottingham Forest. Com isso, Palmer se tornou o 13º jogador na história da Premier League a marcar 20 ou mais gols e fornecer 10 ou mais assistências na mesma temporada.
Palmer terminou a temporada com um total de 27 gols e 15 assistências em todas as competições; ele teve o maior número de participações diretas em gols (33: 22 gols, 11 assistências) de qualquer outro jogador na temporada 2023–24 da Premier League. O meio-campista ganhou os prêmios de Jovem Jogador da Temporada da Premier League e Jogador do Ano pelos Fãs da PFA por sua excelente primeira temporada no Chelsea, além de ser indicado aos prêmios de Jogador da Temporada da Premier League e Jogador do Ano pela FWA. Seu gol vencedor do prêmio Gol do Mês contra o Everton em abril foi indicado ao prêmio de Gol da Temporada da Premier League.

#### 2024–25: Segunda temporada

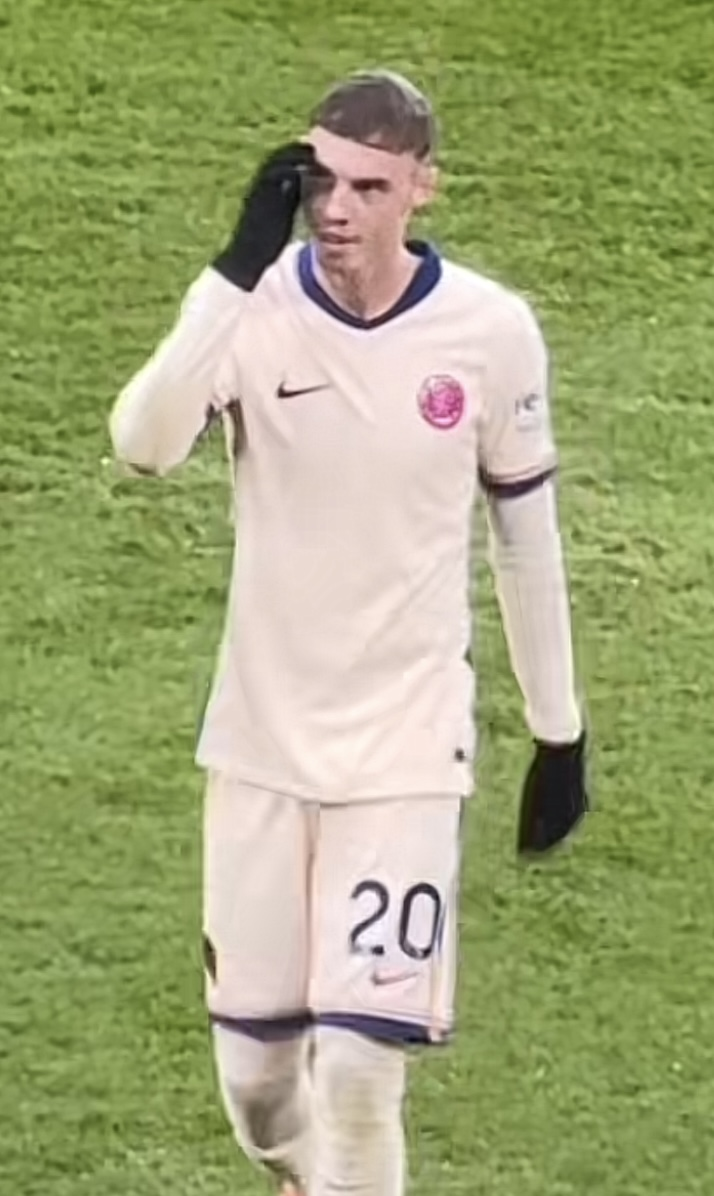
Palmer atuando pelo Chelsea em 2024

Em agosto de 2024, Palmer assinou um novo contrato de nove anos com o Chelsea, garantindo sua permanência no clube até pelo menos junho de 2033. Em 20 de agosto, Palmer recebeu o prêmio de Jogador Jovem do Ano da PFA. Cinco dias depois, marcou seu primeiro gol da temporada contra o Wolverhampton Wanderers no estádio Molineux. Esse gol acabou ganhando o prêmio de Gol do Mês da Premier League em agosto de 2024, tornando Palmer o primeiro jogador na história da Premier League a conquistar o prêmio duas vezes consecutivas em temporadas diferentes. Na segunda metade da mesma partida, Palmer deu assistências para todos os três gols de Noni Madueke, ajudando o Chelsea a derrotar os Wolves por 6–2. Essa atuação foi crucial para sua indicação ao prêmio de Jogador do Mês da Premier League de agosto de 2024.
Em 28 de setembro, durante uma vitória por 4–2 contra o Brighton & Hove Albion, Palmer marcou quatro gols no primeiro tempo, tornando-se o primeiro jogador a realizar esse feito na Premier League. Já no dia 11 de outubro, Palmer foi premiado como Jogador do Mês da Premier League em setembro, pelos cinco gols e uma assistência que contribuíram para o desempenho invicto do Chelsea no mês. No dia de dezembro, marcou seu 30º gol na Premier League durante uma vitória por 3–0 contra o Aston Villa, tornando-se o segundo jogador mais rápido do Chelsea a atingir essa marca, atrás apenas de Jimmy Floyd Hasselbaink. Na semana seguinte, Palmer marcou dois pênaltis em uma emocionante vitória por 4–3 contra o Tottenham, sendo o segundo pênalti uma cavadinha. Com doze pênaltis convertidos em doze tentativas, o meia estabeleceu o recorde absoluto da Premier League de mais pênaltis convertidos sem errar, superando o recorde anterior de Yaya Touré, com onze. Em 5 de junho de 2025, O Chelsea confirmou que Cole Palmer usará a camisa 10 a partir da temporada 2025/26.

## Seleção Nacional
Palmer representou a Seleção Sub-17 da Inglaterra no Campeonato Europeu Sub-17 da UEFA de 2019.
Em 27 de agosto de 2021, Palmer recebeu sua primeira convocação para a Seleção Sub-21 da Inglaterra. O jogador marcou um gol em sua estreia, em uma vitória por 2–0 sobre o Kosovo, na fase de qualificação para o Campeonato Europeu Sub-21 da UEFA de 2023. Posteriormente, foi incluído na seleção inglesa para o torneio e foi titular na final, em que os jovens leões conquistaram o título.
Em 13 de novembro de 2023, Palmer recebeu sua primeira convocação para a Seleção principal da Inglaterra, antes dos jogos de qualificação para a UEFA Euro 2024 contra Malta e Macedônia do Norte. Sua estreia aconteceu no dia 17 de novembro, quando entrou aos 61 minutos na vitória por 2–0 sobre Malta, no Estádio de Wembley.
Em maio de 2024, Palmer foi selecionado para o elenco preliminar de 33 jogadores da UEFA Euro 2024. O meia fez sua primeira partida como titular pela Seleção Inglesa e marcou seu primeiro gol internacional em um amistoso pré-torneio contra a Bósnia e Herzegovina, em 3 de junho. Três dias depois, foi incluído no elenco final de 26 jogadores do técnico Gareth Southgate para o torneio. Palmer estreou no campeonato como substituto no último jogo da fase de grupos da Inglaterra contra a Eslovênia, em 25 de junho. Cinco dias depois, entrou novamente como substituto, substituindo Kieran Trippier aos 66 minutos na vitória da Inglaterra por 2–1 na prorrogação contra a Eslováquia, nas oitavas de final.
Palmer entrou aos 78 minutos como substituto de Ezri Konsa nas quartas de final contra a Suíça, e marcou a primeira cobrança na vitória da Inglaterra por 5–3 nos pênaltis. Em 10 de julho, entrou no decorrer da partida junto com Ollie Watkins, aos 81 minutos da semifinal contra os Países Baixos, e deu a assistência para o gol da vitória de Watkins aos 90 minutos, levando a Inglaterra à sua segunda final consecutiva da Euro e a primeira final em solo estrangeiro. Quatro dias depois, em 14 de julho, Palmer entrou aos 70 minutos da final contra a Espanha e marcou o gol de empate da Inglaterra de fora da área apenas três minutos depois. No entanto, os espanhóis acabaram vencendo por 2–1.
Em 8 de outubro de 2024, Palmer foi nomeado o Jogador do Ano da Inglaterra para a temporada 2023–24.

## Títulos
Manchester City
- Premier League: 2022–23
- Copa da Inglaterra: 2022–23
- Liga dos Campeões da UEFA: 2022–23[11]
- Supercopa da UEFA: 2023

Chelsea
- Liga Conferência Europa da UEFA: 2024–25
- Copa do Mundo de Clubes da FIFA: 2025[12]

Inglaterra Sub-21
- Campeonato Europeu de Futebol Sub-21: 2023

### Prêmios individuais
- Bola de Ouro da Copa do Mundo de Clubes da FIFA de 2025
- Melhor jogador do mês da Premier League: abril de 2024
- Gol do mês da Premier League: abril de 2024
- Melhor jogador jovem da Premier League: 2023–24